# Niigata
Niigata (新潟県 (Tân Tích huyện) Niigata-ken) là một tỉnh giáp biển Nhật Bản thuộc tiểu vùng Hokuriku, vùng Chubu trên đảo Honshu. Thủ phủ của tỉnh là thành phố Niigata.

## Hành chính
Niigata có 20 thành phố bao gồm cả thành phố Niigata và 13 làng, thị trấn 

### Các thành phố
| - Agano - Gosen - Itoigawa - Jōetsu - Kamo - Kashiwazaki - Minamiuonuma - Mitsuke - Murakami - Myōkō | - Nagaoka - Niigata (thủ phủ) Niigata được chia thành 8 phường (-ku) Kita-ku Higashi-ku Chūō-ku Kōnan-ku Akiha-ku Nishi-ku Minami-ku Nishikan-ku | - Ojiya - Sado - Sanjō - Shibata - Tainai - Tōkamachi - Tsubame - Uonuma |

### Thị trấn và làng
| - Higashikanbara Gun Aga - Iwafune Gun Awashimaura Sekikawa | - Kariwa Gun Kariwa - Kitakanbara Gunt Seirō - Kitauonuma Gun Kawaguchi - Minamikanbara Gun Tagami | - Minamiuonuma Gun Yuzawa - Nakauonuma Gun Tsunan - Nishikanbara Gun Yahiko - Santō Gun Izumozaki |

## Giáo dục
- Đại học Niigata